# Dragoste, mare e puterea ta
Dragoste, mare e puterea ta  (titlul original: în rusă Любовь, велика сила твоя, transliterat: Liubov, velika sila tvoia) este un film de comedie sovietic, din RSS Georgiană, compus din trei episoade având la bază trei nuvele, filmul fiind realizat în 1975 de un colectiv de regizori.

## Rezumat
La baza scenariilor scrise de Rezo Gabriadze stau trei nuvele: „Scări”, „Romanță caucaziană” și „Vals pe Mtațminda”. În toate cele trei episoade actorii nu rostesc nici un cuvânt.

### Scara
Scara (în georgiană კიბე, transliterat: Kibe, în rusă Лестница/Ступени, transliterat: Lestnița/Stupeni), regia Rezo Cearhalașvili (ep. I, 26 min.)
Sermole, un tânăr din Tbilisi, milițian de la circulație, se trezește în fiecare dimineață vesel, visător și cu zâmbetul pe buze, este luat de Volga de la circulație și dus cu sirena pornită la postul său într-o mare intersecție unde trebuie să dirijeze circulația împreună cu doi colegi veterani. Este bucuros pentru că este îndrăgostit de Tamunia, o tânără frumoasă care locuiește acolo și care la rândul ei sare la fereastră de fiecare dată cînd aude sirena să vadă dacă nu e tânărul milițian chipeș. Ba mai mult, Sermole o roagă pe colega din „borcan” să schimbe semaforul pe verde când fata trebuie să traverseze, ca să nu aștepte la semafor. Uneori mai cere mașina de la colegi și „escortează” tânăra fată oriunde merge, chiar dacă nu-i cunoaște nici măcar numele. Lucrurile merg așa până odată când se întâmplă în intersecție un accident din cauza neatenției lui și tânărul este „eliberat din funcție”. De acum, Sermole care lucrează pe un triciclu de transport alimente, trebuie să-și însoțească iubita, pe scuter. 

#### Distribuție
- Maia Kankava – Tamunia
- Malhaz Kiknavelidze – Sermole
- Kahi Kavsadze – un milițian
- Erosi Mandjgaladze – tatăl Tamuniei
- Ghibi Berikașvili – un milițian
- N. Mgheladze – prietena tamuniei

### Vals pe Mtațminda
Vals pe Mtațminda (în georgiană ვალსი მთაწმინდაზე, transliterat: Valsi mtatsmindaze, în rusă Вальс на Мтацминда, transliterat: Vals na Mtațminda), regia Baadur Țuladze (ep. II, 18 min.)
Îndrăgostiții Nazo și Koba locuiesc la țară. Nazo a decis să intre la institutul de teatru dar această idee nu-i place lui Kobe de loc. Când Nazo pleacă la examenul de admitere, el merge după ea și depune și el documentele pentru admitere la institutul de teatru. După examen, nu Nazo este admisă ci el. Dar Koba nu vrea să studieze fără Nazo...

#### Distribuție
- Vahtang Panciulidze – Koba
- Hatuna Hobua – Nazo
- Baadur Țuladze – Pupli Kutateli

### Romanță caucaziană
Romanță caucaziană (în georgiană კავკასიური რომანსი, transliterat: Kavkasiuri romansi, în rusă Кавказский романс, transliterat: Kavkazski romans), regia Amiran Darsavelidze și Revaz Gabriadze (ep. III, 24 min.)
Rudele frumoasei Mardjan îl consideră pe Elberd nedemn de mâna ei. Tatăl, unchiul și bunica o țin pe fată închisă
și pentru paza ei folosesc o haită întreagă de câini. Dar vicleanul Elberd reușește să-i atragă pe câini în niște capcane din coșuri mari, să-i atârne de crengile copacilor și să o răpească pe iubită din casa unde era păzită.

#### Distribuție
- Ioseb Djacivliani – Elberd
- Lika Kavjaradze– Mardjan
- Zurab Kikaleișvili – Anzor
- Grigol Grdzelișvili – Surlimirza, tatăl Mardjanei
- Tamaz Danelia – Erlimirza, unchiul Mardjanei
- Vilghelm Goghiceaișvili – Elbedzina

## Lansare
A fost lansat în anul 1977 și a avut parte de un succes comercial modest, fiind vizionat de 1,0 milioane de spectatori în cinematografele din Uniunea Sovietică.